# Hakasia
Hakasia este o republică componentă a Federației Ruse, cu statut de subiect federal, localizată în partea de sud a Siberiei.

## Geografie
Suprafața Hakasiei este de 61.900 km². Republica este inclusă în fusul orar al Krasnoiarskului.
Capitala Republicii Hakasia este orașul Abakan.

## Demografie
La recensămîntul din 2002 populația a fost de 546,072 locuitori. Din aceștia, 438,395 (80,3%) erau ruși, 65,421 (12,0%) hacași, 9,161 (1,7%) germani, 8,360 (1,5%) ucraineni, 4,001 (0,7%) tătari.

## Istorie
Populația băștinașă - hacașii, sunt un trib turcic înrudit cu chirghizii, care au rămas în aceste locuri când majoritatea chirghizilor a emigrat spre sud-vest. În ultimele două veacuri au fost creștinați (convertiți la ortodoxia rusă) și obligați să se sedentarizeze de guvernul rus. Regiunea Hakasia a fost înființată în 10 octombrie 1930 și a primit statutul de republică în 1991.